# Transmetallierung
Die Transmetallierung  ist eine chemische Reaktion, bei der organische Reste metallorganischer Verbindungen von einem Metall auf ein zweites übertragen werden. Im engeren Sinne wird der Ausdruck vor allem für Umsetzung von Metallorganylen mit elementaren Metallen verwendet, weiter gefasst auch für den Austausch der organischen Reste zweier metallorganischer Verbindungen. Transmetallierungen finden in der Regel vom edleren auf das unedlere Metall statt.

## Reaktionen
Die Transmetallierung einer Organometallverbindung des Metalls M1 mit einem elementaren Metall (M) liefert das Metallorganyl MR.
{\displaystyle \mathrm {M+M^{1}R\longrightarrow MR+M^{1}} }
Bei der Reaktion im Sinne einer Metallaustauschreaktion werden die an den Metallen gebundenen organischen Reste untereinander ausgetauscht: 
{\displaystyle \mathrm {[M]{-}R+[M^{1}]{-}R^{1}\longrightarrow [M]{-}R^{1}+[M^{1}]{-}R} }
Die Umsetzung eines Metallorganyls mit einem Metallsalz oder einem Komplex, der eine Abgangsgruppe trägt, verläuft im Sinne einer Metathesereaktion:
{\displaystyle \mathrm {[M]{-}X+[M^{1}]{-}R\longrightarrow [M]{-}R+[M^{1}]{-}X} }
Wichtig ist diese Reaktionen bei vielen Übergangsmetall-katalysierten Kreuzkupplungen, beispielsweise der Sonogashira-Kupplung.